# 中村 (岐阜県安八郡)
中村（なかむら）は、かつて岐阜県安八郡に存在した村である。
現在の安八郡安八町中に該当する。

## 歴史
- 1889年（明治22年）4月1日 - 町村制により、中村が発足。
- 1897年（明治30年）4月1日 - 氷取村、大明神村、中須村、大野村、南今ヶ淵村、善光村、森部村、南条村、大森村、北今ヶ淵村と合併し、名森村が発足。同日中村廃止。

## 教育
- 中尋常小学校（1908年に統合され名森尋常高等小学校。現・安八町立名森小学校）